# Jodium-108
Jodium-108 of 108I is een radioactieve isotoop van jodium. De isotoop komt van nature niet op Aarde voor. Jodium-108 is de lichtste bekende isotoop van het element.

## Radioactief verval
Jodium-108 bezit een zeer korte halveringstijd: 36 milliseconden. Het grootste gedeelte (90%) vervalt door uitzending van alfastraling naar de radio-isotoop antimoon-104:
{\displaystyle {\ce {{^{108}_{53}I}->{^{104}_{51}Sb}+\,_{2}^{4}\alpha }}}
De vervalenergie hiervan bedraagt 4,0991 MeV. Voor 9% treedt β+-verval op, waarbij de radio-isotoop telluur-108 gevormd wordt:
{\displaystyle {\ce {{^{108}_{53}I}->{^{108}_{52}Te}+{e^{+}}+{\nu }_{e}}}}
De vervalenergie hiervan bedraagt 12,048 MeV. Een klein gedeelte (1%) vervalt tot de radio-isotoop telluur-107:
{\displaystyle {\ce {^{108}_{53}I -> ^{107}_{52}Te + p^+}}}
De vervalenergie bedraagt 600 keV.
107I · 108I · 109I · 110I · 111I · 112I · 113I · 114I · 114mI · 115I · 116I · 116mI · 117I · 118I · 118mI · 119I · 120I · 120m1I · 120m2I · 121I · 121mI · 122I · 123I · 124I · 125I · 126I · 127I · 128I · 128m1I · 128m2I · 129I · 130I · 130m1I · 130m2I · 130m3I · 130m4I · 131I · 132I · 132mI · 133I · 133m1I · 133m2I · 134I · 134mI · 135I · 136I · 136mI · 137I · 138I · 139I · 140I · 141I · 142I · 143I · 144I · 145I